# Anka Georgieva
Pour les articles homonymes, voir Georgieva.
Ani « Anka » Giorgieva (bulgare : Ани "Анка" Георгиева), née le 24 novembre 1959 à Perouchtitsa (Bulgarie), est une ancienne rameuse bulgare. Elle est médaillée de bronze aux Jeux de 1980.

## Carrière
Aux Jeux olympiques d'été de 1980, Bankova remporte la médaille de bronze en quatre de couple. Elle est également championne du monde dans la même discipline en 1978.

## Palmarès

### Jeux olympiques
- Jeux olympiques d'été de 1980 à Moscou ( Union soviétique) :
  -  médaille de bronze en quatre de couple

### Championnats du monde
- Championnats du monde 1978 à Karapiro ( Nouvelle-Zélande) :
  -  médaille d'or en quatre de couple